# Engleski tjesnac
Engleski tjesnac je tjesnac dug 17 km i širok 2 km koji leži između otoka Greenwich i Robert u otočju Južni Shetland, Antarktika. Proteže se u smjeru jugoistok-sjeverozapad, od linije koja spaja Santa Cruz Point i Edwards Point na jugu, do linije koja spaja Fort William Point i Okol Rocks, otočja Aitcho na sjeveru. Naziv datira iz 1822. godine i ustalio se u međunarodnoj upotrebi.